# 니콜라스 마수
니콜라스 알레한드로 마수 프리에드(스페인어: Nicolás Alejandro Massú Fried, 1979년 10월 10일 ~ )는 칠레의 전직 테니스 선수로 2004년 올림픽에서 2개의 메달을 획득했다. 그는 유일하게 올림픽 테니스 단식과 복식에서 우승한 남자 선수이다. 마수는 2003년 마드리드 마스터스 결승에 진출했고 단식에서 6번 우승했다.
테니스 선수 도미니크 팀의 코치를 맡아 2019년 인디언웰스 마스터스에서 우승한다. 2020년 호주오픈 결승에 진출하고 US 오픈에서 우승한다. 도미니크 팀이 하드코트에서 이러한 성적을 낸것은 마수의 코치가 크다는 평이다.

## 올림픽

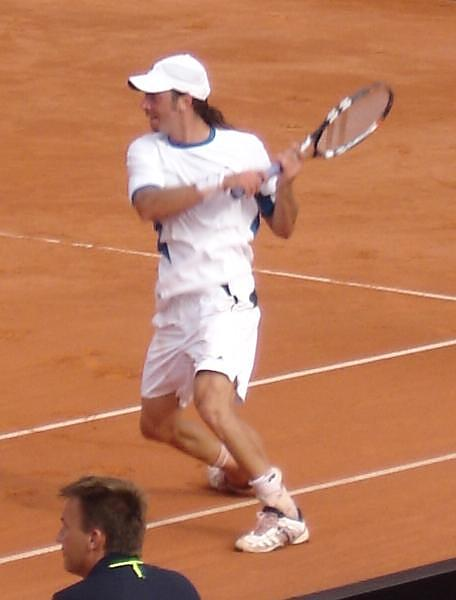

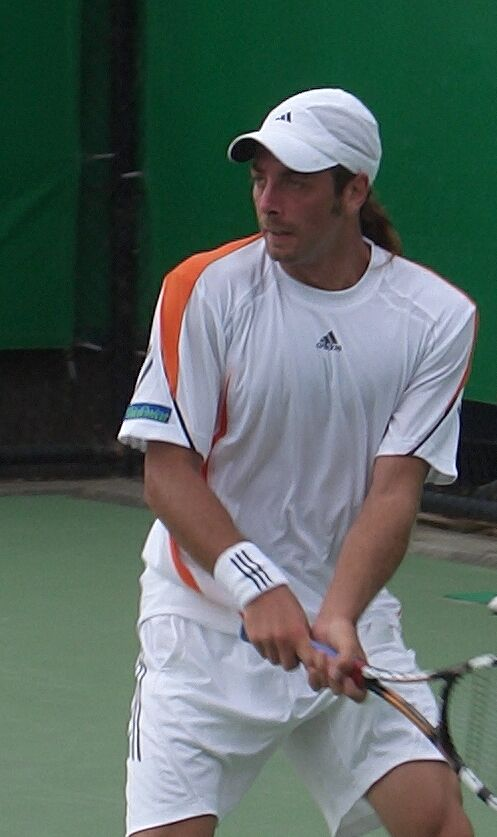
2006년 오스트레일리아 오픈

마수는 3번의 하계 올림픽에서 칠레를 대표했다. 마르셀로 리오스가 자취를 감춘후, 그는 2000년 올림픽 개막식 행사에서 자국의 국기를 나르는 사람이었다. 자신의 1라운드 경기에서 그는 슬라바 도세델을 꺾었지만, 다음 라운드에서 후안 카를로스 페레로에게 졌다.
그 이야기는 마수가 단식과 복식에서 모두 우승한 아테네 올림픽과 달랐다.

## 개인 생활
마수는 유대인이고, 그의 어머니는 소니아 프리에드이다. 그의 아버지 마누엘 마수는 팔레스타인 계통이다.

## 참조
1. ↑  “칠레 마수, 테니스 단·복식 2관왕 기염”. 한겨례. 2004년 8월 23일.[깨진 링크(과거 내용 찾기)]